# Matematik og kunst
Matematik og kunst er beslægtet med hinanden på flere forskellige måder. Matematik beskriver sig selv som en kunst motiveret af skønhed. Matematik kan opfattes i kunstformer såsom musik, dans, maling, arkitektur, billedehugning og tekstiler. Men denne artikel omhandler dog matematik som billedkunst.
Matematik og kunsts historiske forhold har eksisteret i flere årtusinder. Kunstnere har brugt matematik siden det femte århundrede f.v.t. da den græske skulptør Polyklet skrev sin Kanon, hvor han fastsatte proportioner baseret på 1:√2-proportionen for at opnå den ideelle mandlige nøgenfigur. Vedvarende, populære påstande om brugen af det gyldne snit i den ældgamle kunst og arkitektur uden pålidelige beviser er dog også kommet frem. 
I den italienske renæssance skrev Luca Pacioli den betydningsfulde afhandling De Divina Proportione (1509), illustreret med træsnit af Leonardo da Vinci, omhandlende brugen af det gyldne snit i kunsten. En anden italiensk maler, Piero della Francesca, udviklede Euklids idéer om perspektivet i afhandlingen De Prospectiva Pingendi, men også i sine malinger. Gravøren Albrecht Dürer havde mange referencer til matematik i sit værk Melencolia I. 
I nyere tid har grafikeren M. C. Escher gjort kraftig brug af mosaikarbejde og hyperbolisk geometri, med hjælp fra matematikeren H.S.M. Coxeter, mens De Stijl-bevægelsen, ført af Theo van Doesberg og Piet Mondrian, utvetydigt værdsatte de geometriske former. Matematikken har inspireret tekstile kunsthåndværk som polstring, strikning, korssting, hækling, brodering, vævning, tyrkisk og anden tæppevævning, såvel som kelim. Indenfor islamisk kunst er symmetri tydelig, hvilket kan ses i alt fra persisk girih og marokkansk zellige-teglværk, til Mughal jaali og de meget udbredte muqarnas-hvælvinger.
Matematik har direkte påvirket kunst med konceptuelle værktøjer som linearperspektiv, analysen af symmetri og matematiske objekter som polyeder og Möbiusbåndet.